# 豊田市立足助中学校
豊田市立足助中学校（とよたしりつ あすけちゅうがっこう）は、愛知県豊田市足助町梶平にある公立中学校。足助地区唯一の中学校である。

## 沿革
- 1947年（昭和22年） - 足助町立足助中学校として開校。
- 1955年（昭和30年） - 足助町立中部中学校に校名変更。
- 1963年（昭和38年） - 足助町立足助中学校に校名変更。
- 1967年（昭和42年） - 足助町立東部中学校と統合。
- 1971年（昭和46年） - 足助町立西部中学校、足助町立北部中学校と統合。これにより町内唯一の中学校となる。
- 2002年（平成14年） -トイレ・生徒玄関改修工事完了
- 2005年（平成17年） - 「中庭改造プロジェクト(風の庭)」
- 2005年（平成17年） - 足助町の市町村合併により、豊田市立足助中学校となる。
- 2008年（平成20年） - 新生同窓会発足記念式典
- 2010年（平成22年） - 長年のASK活動により「社会ボランティア賞」受賞

## 主な行事
- 1年生　入学式, 宿泊学習
- 2年生　自然学習, 職場体験, 立志式
- 3年生　修学旅行, 卒業式

## 通学区域
以下の小学校区。
- 豊田市立冷田小学校
- 豊田市立追分小学校
- 豊田市立佐切小学校
- 豊田市立則定小学校
- 豊田市立萩野小学校
- 豊田市立明和小学校
- 豊田市立新盛小学校
- 豊田市立大蔵小学校
- 豊田市立御蔵小学校
- 豊田市立足助小学校

## 周辺
- 香嵐渓
- 足助八幡宮
- 豊田市立足助小学校
- 足助郵便局
- 国道153号
- 国道420号
- 愛知県道366号小渡明川足助線

## 著名な出身者
- 寺尾悟（ショートトラックスピードスケート選手）[1]